# سیارک ۱۰۰۴۹
سیارک ۱۰۰۴۹ (به انگلیسی: 10049 Vorovich، نامگذاری:1986TZ11) ده هزار و چهل و نهمین سیارک کشف شده‌است که در ۳ اکتبر ۱۹۸۶ کشف شد.
قدر مطلق سیارک برابر ۱۳٫۰۰ است.